# 비오메리유
비오메리유(프랑스어: bioMérieux, 유로넥스트: BIM)는 프랑스에서 설립되어 본사를 둔 다국적 생명공학 진단회사이다. 비오메리유는 42개의 자회사와 대규모 유통 업체 네트워크를 통해 150여국에서 영업을 하고있다.
비오메리유는 환자의 건강을 개선하고 소비자 안전을 보장하기 위해 질병 및 오염원을 결정하는 진단 솔루션 (시약, 기기, 소프트웨어)을 제공한다. 이 제품은 전염병 진단, 암 검진 및 모니터링, 그리고 응급 상황에서의 심혈관 진단에 사용된다. 또한 농식품, 의약품 및 화장품에서 미생물을 탐지하는 데 사용된다. 비오메리유는 NYSE Euronext Paris 증권 거래소 (BIM – ISIN : FR0010096479)에 상장되어 있다.

## 수익
비오메리유는 2016년 기준 매출이 2103억 유로에 달하며, 프랑스 이외의 지역에서 90%의 매출이 발생한다. 2017년 회사는 연간 매출을 22억 8천 8백만 유로로 늘렸다. (2017 연례 보고서)

## 역사
루이스 파스퇴르의 조수였던 마르셀 메리우(Marcel Mérieux)는 1897년 메리유 생물학연구소 (Mérieux Biological Institute)를 설립하여 이 후 인스티투트 메리유 (Institut Mérieux)가 되었다. 1963년 Alain Mérieux는 BD Mérieux를 설립했으며 1973년에는 모든 통제권을 갖게된다. BD Mérieux는 나중에 비오메리유가 되었다. 이 회사는 제품 개발, 인수 및 파트너십을 통해 서비스와 사업분야를 확장한다.
- Api Systems는 1986년에 인수되었다.[5]
- Vitek Systems는 1988년에 인수되었다[5]
- Organon Teknika는 2001년 Akzo Nobel로부터 인수하였다.[6]
- 2006년 세균성 바코드(Bacterial Barcodes) 인수[7]
- 2007년 바이오 메디컬 (스페인) 및 BTF (호주) 인수[8]
- 2008년 AB Biodisk (스웨덴), AviaraDx (오늘 bioTheragnostics) (미국) 및 PML Microbiologicals (미국) 인수[9]
- 2010년 Meikang Biotech 및 Shanghai Zenka Biotechnology 인수[10]
- 2011년 AES Laboratoire 및 Argene (프랑스) 인수[11]
- 분자 생물학의 전문회사인 RAS (인도)의 2012년 인수 및 Quanterix와의 협력으로 차세대 초 고감도 다중 면역 분석법 개발을 위해 Quanterix와 파트너십을 체결하였다.[12]
- 분자생물학을 전문으로하는 미국에 기반을 둔 BioFire Diagnostics Inc.를 2014년에 인수하였다.[13][14]
- 비오메리유 분자 생물학 계열사 BioFire, LLC.는 유타 주의 솔트 레이크 시티에 Alain Mérieux 분자진단센터를 개설하였다[15]

메리유 그룹에 속하는 Institut Mérieux는 비오메리유의 최대 주주이며 Jean-Luc Belingard가 사장으로 있고. Alexandre Mérieux는 총괄 이사이다. 비오메리유는 2004년 증권 거래소에 상장되었다.